# Faramoura
Faramoura est une localité située dans le département de Pensa de la province du Sanmatenga dans la région Centre-Nord au Burkina Faso.

## Géographie
Divisé en plusieurs centres d'habitations dispersés, Faramoura est situé à 5 km au sud de Zinibéogo, à 22 km au nord-est du chef-lieu du département Pensa et à environ 70 km au nord-est de Barsalogho.

## Économie
L'économie du village repose essentiellement sur l'agro-pastoralisme.

## Éducation et santé
Le centre de soins le plus proche de Faramoura est le centre de santé et de promotion sociale (CSPS) de Zinibéogo tandis que le centre médical avec antenne chirurgicale (CMA) se trouve à Barsalogho et que le centre hospitalier régional (CHR) est à Kaya.
Faramoura possède une école primaire publique.